# 荃青交匯處

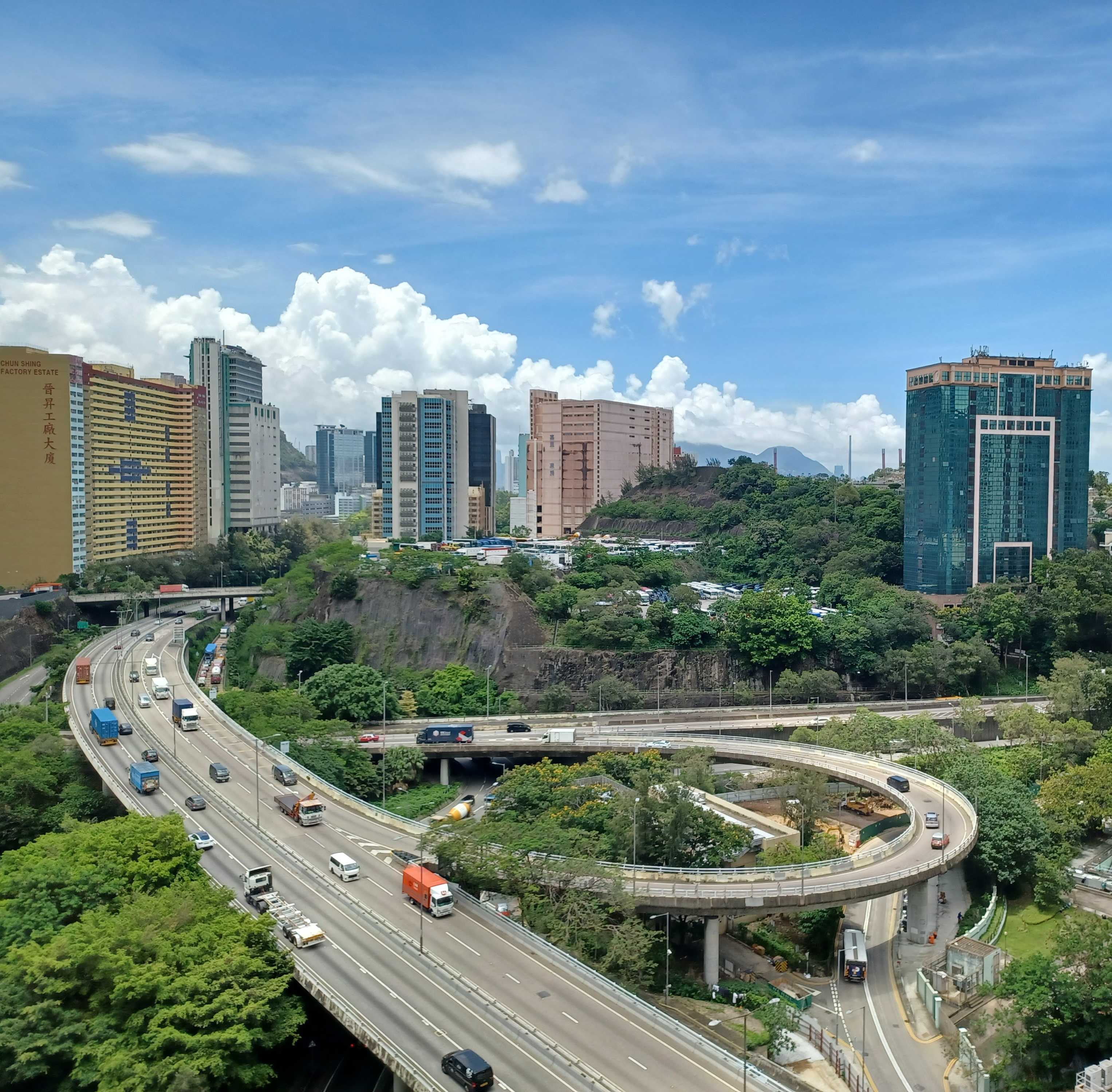
荃灣路近荃青交匯處

荃青交匯處（英語：Tsuen Tsing Interchange）是在香港新界荃灣區的一個立體交匯處，下層為迴旋處，上空有兩組行車天橋跨過。迴旋處共有5個出口。

## 連接道路（出口）
- 德士古道西行
  - 往馬頭壩道、海濱花園方向
- 德士古道北行
  - 往大窩口、荃錦交匯處方向
- 荃灣路南行
  - 往葵芳、九龍方向
- 青荃路青荃橋
  - 往青衣、大嶼山方向
- 荃灣路北行
  - 往荃灣中、荃灣西、屯門方向